# Grosseto-Prugna
Grosseto-Prugna (in corso Grussetu è a Prugna) è un comune francese di 2 675 abitanti situato nel dipartimento della Corsica del Sud nella regione della Corsica.
Il comune comprende la località balneare di Porticcio, situata 15 km a ovest del capoluogo nel golfo di Ajaccio.

## Storia
La zona venne colonizzata nel medioevo da coloni provenienti da Grosseto. Il dialetto toscano è oramai scomparso. È stato soppiantato prima dal corso e poi dal francese.

## Società

### Evoluzione demografica
Abitanti censiti